# Kukagami Lake
Kukagami Lake är en sjö i Kanada.   Den ligger i distriktet Sudbury och provinsen Ontario, i den sydöstra delen av landet, 400 km väster om huvudstaden Ottawa. Kukagami Lake ligger 274 meter över havet. Arean är 19,7 kvadratkilometer. Den sträcker sig 12,0 kilometer i nord-sydlig riktning, och 6,0 kilometer i öst-västlig riktning.
I omgivningarna runt Kukagami Lake växer i huvudsak blandskog. Trakten runt Kukagami Lake är nära nog obefolkad, med mindre än två invånare per kvadratkilometer.